# نور شمس (فلم قصير)
نور شمس فيلم روائي قصير سعودي أنتج عام 2021، وهو من إخراج المخرجة السعودية فايزة أمبا.
شارك الفيلم في عدة مهرجانات سينمائية دولية، حيث شارك في مسابقة الأفلام القصيرة في مهرجان الجونة السينمائي الدولي في دورته الخامسة، كما شارك في مهرجان الشارقة السينمائي الدولي.

## طاقم العمل

### الممثلون
- عائشة الرفاعي

## ملخص أحداث الفيلم
تدور أحداث فيلم نور شمس حول أم سعودية عزباء تعمل سائقة أوبر وتعيش مع ابنها الوحيد الذي يعمل كموظف أمن بإحدى المستشفيات في مدينة جدة السعودية، وعلى الرغم من كدها وكفاحها لتوفير غير أنها تصطدم برغة ابنها في ترك الحياة معها والسفر إلى خارج البلاد لتحقيق أحلامه. 

## الجوائز والترشيحات
شارك فيلم نور شمس في العديد من المهرجانات السينمائية الدولية، وحصد منها الكثير من الجوائز، ففي عام 2021، فازت بطلة الفيلم عائشة الرفاعي بجائزة أفضل ممثلة من مهرجان الجونة السينمائي الدولي، كما حاز الفيلم على جائزة أفضل فيلم خليجي قصير من مهرجان الشارقة السينمائي الدولي عام 2022.